# Yahel
Yahel Sherman znany jako DJ Yahel, jest producentem muzyki trance i DJ-em z Izraela. Urodzony w Maalot w Izraelu 12 maja 1976 roku. Karierę DJ-a zaczął w wieku 14 lat.
Yahel tworzy głównie muzykę psychedelic trance. Jako DJ, Yahel gra w klubach na całym świecie. Współpracował z takimi artystami, jak Infected Mushroom czy Eyal Barkan.

## Dyskografia

### Albumy
- 2000 For The People (Shiva Space Technology)
- 2000 Waves of Sound (HOMmega Productions)
- 2001 Sound & Melody EP (HOMmega Productions)
- 2001 Mixing in Action (Phonokol)
- 2002 Private Collection (HOMmega Productions)
- 2003 Hallucinate (Phonokol)
- 2005 Around the World (Phonokol)
- 2005 Super Set (Phonokol)
- 2007 Super Set II (Phonokol/ licencjonowany przez Aardvark Records)
- 2008 Xport (Phonokol / FTP Music)

### Single
- 1999 Skywalker
- 2000 Voyage („Viagra”) (z Eyal Barkan)
- 2000 Open Your Mind
- 2001 Devotion
- 2002 Electro Panic (z Infected Mushroom)
- 2002 Run Away
- 2002 For The People
- 2002 Sugar One
- 2002 Avalanche
- 2005 Liquid Love
- 2007 Ocean